# Потоцкий, Роман
Роман Альфред Мария Потоцкий  (пол. Roman Alfred Maria Potocki; 16 декабря 1851, Ланьцут  — 24 сентября 1915, Ланьцут) — польский граф и магнат, 3-й ординат Ланьцутский (1889—1915). Депутат Галицкого краевого сейма.

## Биография
Представитель польского магнатского рода Потоцких герба «Пилява». Старший сын графа Альфреда Юзефа Потоцкого (1817/1822 — 1889), 2-го ордината Ланьцутского (1862—1889), и княгини Марии Клементины Сангушко (1830—1903). Младший брат — граф Юзеф Потоцкий (1862—1922), политик и путешественник.
В 1889 году после смерти своего отца Роман Потоцкий унаследовал Ланьцутскую оринацию. В 1898 году он получил звание тайного советника. В 1908 году Роман Потоцкий был награждён австрийским орденом Золотого руна.
В 1882—1889 годах Роман Потоцкий являлся депутатом нижней палаты рейхсрата Австро-Венгрии. В 1882—1913 годах — депутат Галицкого краевого сейма, в 1889—1915 годах — депутат верхней палаты (палаты господ) рейхсрата.
Большую часть жизни граф Роман Потоцкий провёл в своём замке в Ланьцуте. Ему принадлежал большой дворец во Львове, где он жил, в частности, во время сессии Галицкого сейма. Также у него была квартира в Вене. Зиму граф проводил в различных европейских столицах или на Ривьере. Длительное время Роман Потоцкий занимал должность председателя краковского конного клуба. В 1879 году он получил звание камергера.
В рейхсрате Австро-Венгрии граф Роман Потоцкий был членом Польского клуба.
Скончался в своём замке в Ланьцуте в сентябре 1915 года.

## Личная жизнь
1-я жена 21 ноября 1882 года графиня Изабелла Потоцкая (2 октября 1864 — 21 марта 1883), дочь графа Станислава Потоцкого (1824—1887) и Марии Констанции Сапеги (1837—1923). Свадьба состоялась в Варшаве. Изабелла Потоцкая была наследницей огромных имений на Подолии, но скончалась через четыре месяца после свадьбы от болезни сердца. Первый брак был бездетным.
2-я жена с 16 июня 1885 года княгиня Эльжбета Матильда Радзивилл (1 ноября 1861 — 13 мая 1950), дочь князя Антония Вильгельма Радзивилла (1833—1904), 14-го ордината Несвижского и 11-го ордината Клецкого, и маркграфини Марии Доротеи де Кастеллян (1840—1915). Свадьба произошла в Берлине.
Эльжбета (Елизавета) была подругой германской императрицы Августы. На их свадьбе германского императора Вильгельма I представлял его сын и наследник, кронпринц Фридрих и его жена Виктория, дочь королевы Великобритании Виктории. Таким образом, Роман Потоцкий стал владельцем богатых имений в Галиции и установил связь почти со всеми владетельными европейскими монаршими домами.
Супруги имели двух сыновей:
- Граф Альфред Антоний Потоцкий (14 июня 1886 — 30 марта 1958), последний (4-й) ординат Ланьцутский (с 1915 года);
- Граф Ежи Юзеф Потоцкий (29 января 1889 — 20 сентября 1961), польский сенатор и дипломат.